# CCM (ishockey)
CCM, av initialerna för Canada Cycle & Motor Co. Ltd., är ett företag som ursprungligen tillverkade cyklar och utrustning för ishockey. Av företagets två ursprungliga två divisioner, köptes delen som tillverkar ishockeyutrustning upp av Reebok år 2004. Året därpå (2005) köptes Reebok i sin tur av Adidas.